# Brantford Lions
Brantford Lions je bil mladinski hokejski klub iz Brantforda. Deloval je v ligi Ontario Hockey Association. Od 1933 do 1936 in od 1941 do 1944 je igral v Mladinski A ligi, od 1936 do 1941 in 1944 do 1946 pa v Mladinski B ligi. 
Za moštvo je v sezoni 1941/42 igral kasnejši član Hokejskega hrama slavnih lige NHL Bill Quackenbush. Tisto sezono je Bob Wiest s 40 goli in 28 podajami na 40 tekmah postal vodilni strelec in osvojil nagrado Eddie Powers Memorial Trophy. Istega leta je klub končal na prvem mestu po rednem delu sezone, a nato v prvem krogu končnice izgubil proti branilcu naslova Oshawa Generals. Leta 1943 se je klub uvrstil v finale pokala J. Ross Robertson Cup, a je moral vnovič priznati premoč moštvu Oshawa Generals. 

## NHL igralci
Igralci mladinskega A moštva
| - Leo Gravelle - Fred Hunt - Francis Kane | - Howie Meeker - Ray Powell - Bill Quackenbush | - Thain Simon - Cliff Simpson |

Igralci mladinskega B moštva
| - Tom McGrattan | - Leo Reise mlajši | - Bill Wylie |

## Izidi
Izidi izpred 1937/38 so za zdaj nedostopni.
| Sezona  | Tekem | Zmag | Porazov | Remijev | TOČ | %     | GF  | GA  | Uvrstitev      |
| 1941/42 | 24    | 19   | 5       | 0       | 38  | 0.792 | 183 | 83  | 1. v OHA       |
| 1942/43 | 22    | 12   | 10      | 2       | 26  | 0.591 | 102 | 98  | 2. v OHA       |
| 1943/44 | 25    | 11   | 13      | 1       | 23  | 0.460 | 90  | 126 | 3. v Skupini 2 |